# Cabrera de Mar
Cabrera de Mar (Catalansk udtale: [kəˈβɾeɾə ðə ˈmar]) er en catalansk by i comarcaet Maresme i provinsen Barcelona i det nordøstlige Spanien. Byen har 5.018(2024) indbyggere og dækker 8,98 km². Den ligger mellem byerne Vilassar de Mar og Mataró (ca. tre kilometer fra Mataró, hovedstaden i comarcaet). Cabrera de Mar ligger på banen Rodalies de Catalunya mellem Barcelona og Maçanet-Massanes.